# Mercedes-AMG GT
Mercedes-AMG GT – supersamochód klasy średniej produkowany przez oddział Mercedes-AMG niemieckiej marki Mercedes-Benz od 2014 roku. Od 2023 roku produkowana jest 2 generacja modelu.

## Historia i opis modelu

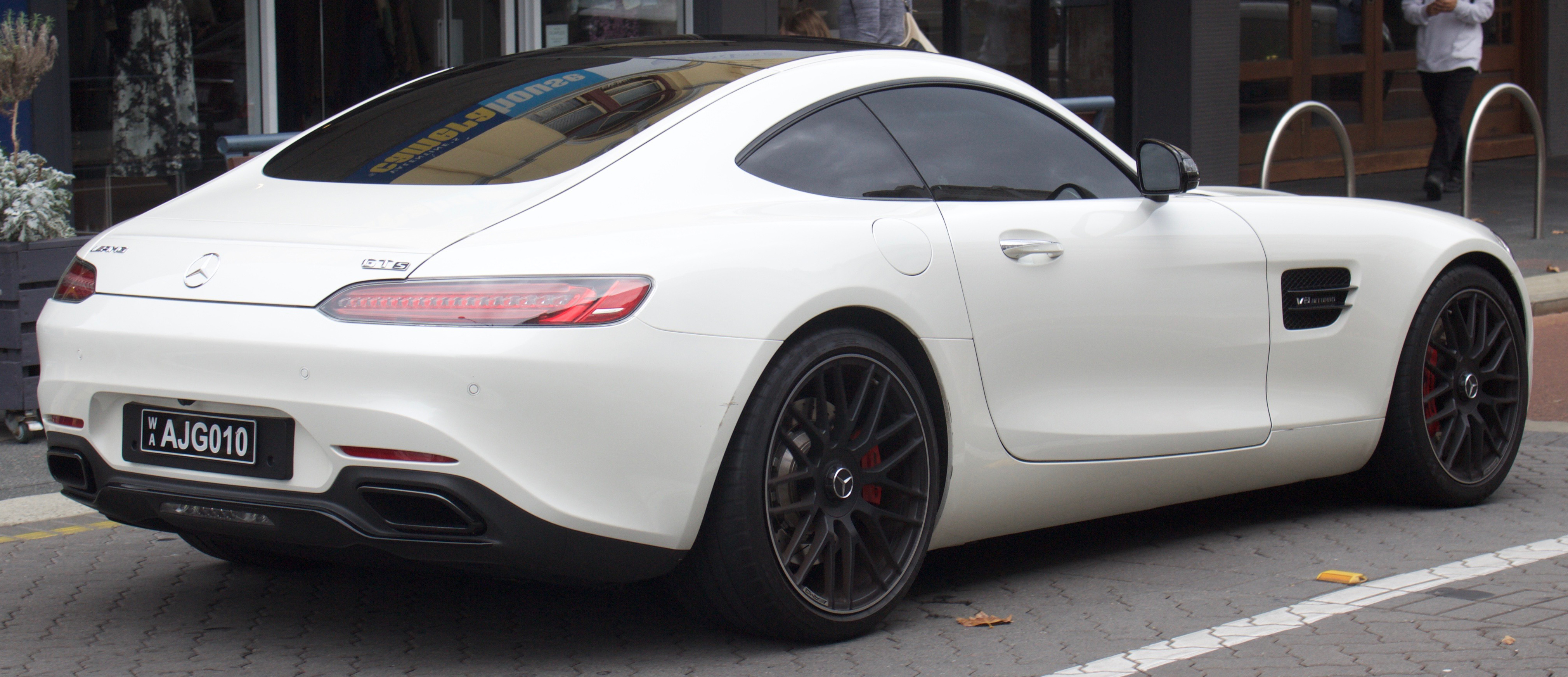
Mercedes-AMG GT (C190) – tył

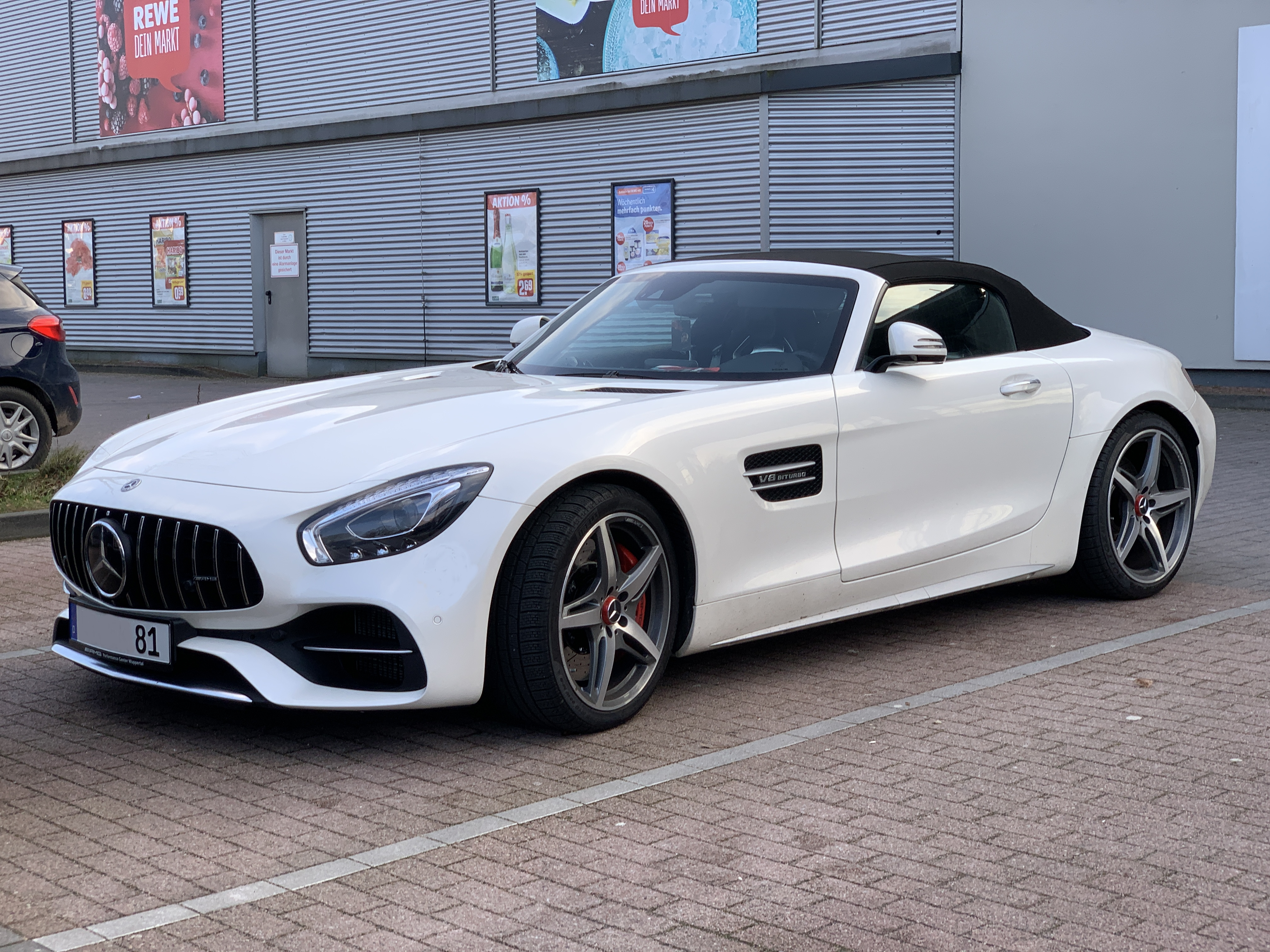
Mercedes-AMG GT Roadster (R190)

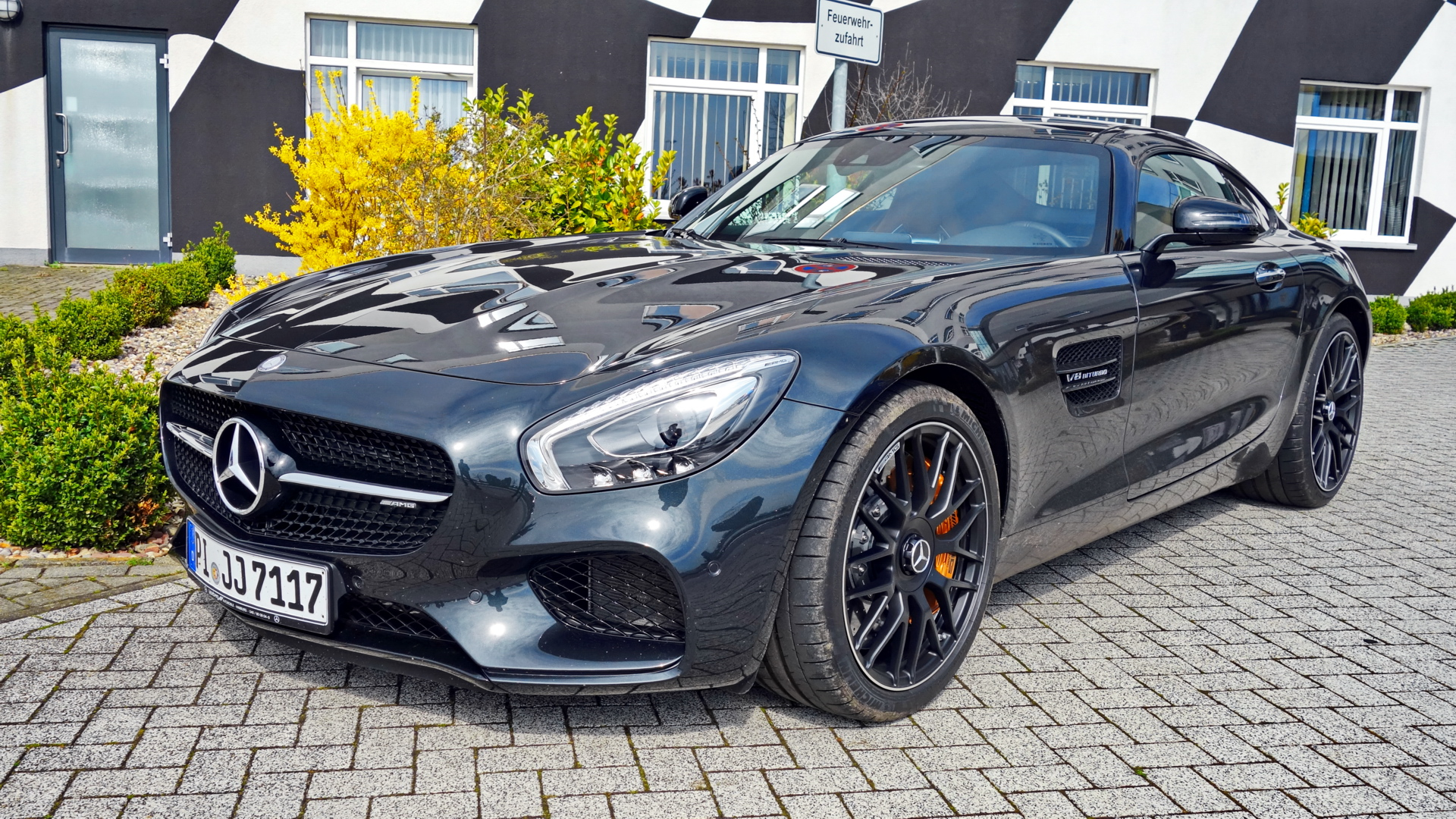
Mercedes-AMG GT S

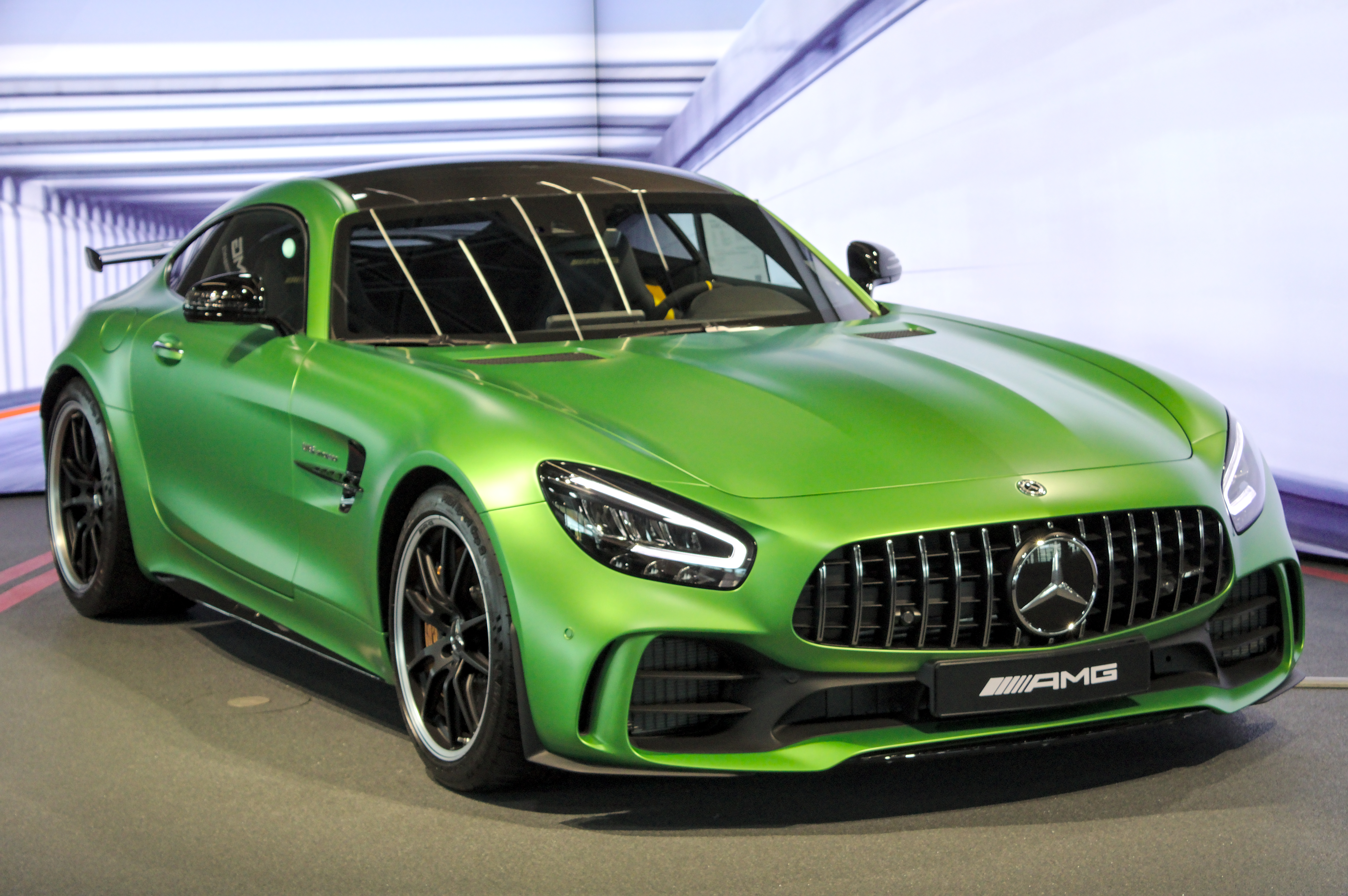
Mercedes-AMG GT R

Oficjalna premiera pojazdu miała miejsce podczas targów motoryzacyjnych w Paryżu w październiku 2014 roku. Samochód zastąpił w ofercie model SLS AMG, po raz pierwszy nosząc nazwę Mercedes-AMG, a nie Mercedes-Benz.
2 kwietnia 2015 roku, na salonie motoryzacyjnym w Nowym Jorku, ogłoszono, że Mercedes-AMG GT zdobył prestiżowy tytuł World Performance Car of the Year 2015.
Pojazd posiada charakterystyczne dla aut tylnonapędowych proporcje, z długą maską z dodatkowymi wybrzuszeniami, przesuniętą do tyłu kabiną, dużymi kołami oraz szerokim pasem. Samochód otrzymał aktywny spojler, którego ustawienie uzależnione jest od prędkości i trybu jazdy. Całość nadwozia wieńczy dyfuzor ze zintegrowanymi rurami wydechowymi. Nadwozie zostało wykonane w 90% z aluminium, tylną klapę wykonano ze stali, a przedni odcinek podłogi z magnezu.

### Wyposażenie
Standardowe wyposażenie modelu GT obejmuje m.in. mechaniczną blokadę dyferencjału tylnej osi (w wersji GT S blokadę elektroniczną), sportowe zawieszenie AMG Ride Control z elektroniczną regulacją siły tłumienia i trzema trybami pracy: „Comfort”, „Sport” oraz „Sport plus”, sportowy układ kierowniczy z siłą wspomagania dostosowaną do prędkości, 19-calowe alufelgi, oświetlenie LED, system multimedialny z 7-calowym wyświetlaczem.

### GT R
Najmocniejszy seryjnie produkowany wariant Mercedesa-AMG GT zadebiutował 24 czerwca 2016 roku podczas Festiwalu Prędkości w Goodwood. GT R nazywany roboczo „Zieloną Bestią” został opracowany na północnej pętli Nurburgringu, którą określa się mianem „Zielonego Piekła”. Inżynierowie Mercedesa-AMG zmodernizowali silnik V8 o pojemności 4 litrów, podnosząc moc z 510 do 585 KM oraz maksymalny moment obrotowym z 650 do 700 Nm (dostępny w zakresie 1900 – 5500 obr./min). W efekcie samochód jest w stanie rozpędzić się od 0 do 100 km/h w 3,6 sekundy i osiągnąć prędkość maksymalną 318 km/h. Przy okazji zredukowano masę własną o 15 kilogramów (w stosunku do odmiany GT S) do 1555 kilogramów bez kierowcy i bagażu, uzyskując stosunek masy do mocy 2,66 kg/KM. Nowością jest system skrętnych tylnych kół, dzięki któremu auto jest jeszcze zwinniejsze w ciasnych łukach oraz stabilniejsze przy wyższych prędkościach.
W grudniu 2016 roku w ramach testu przeprowadzonego przez niemiecki magazyn Sport Auto (odpowiednik polskiego Auto Motor i Sport) ustanowiono rekordowy czas przejazdu tego modelu na Nurburgring Nordschleife – 7:10.9 minuty. Uzyskany rezultat był najszybszym w historii magazynu wśród wszystkich testowanych drogowych samochodów.

### GT Black Series
W 2020 roku zaprezentowany został najmocniejszy wariant Mercedesa-AMG GT pod nazwą Black Series. Samochód napędza 730-konny, podwójnie doładowany silnik typu V8, który został wyposażony m.in. we wzmocniony wał korbowy. Jednostka napędowa rozwija 800 Nm momentu obrotowego pomiędzy 2000 a 6000 obr./min. Pojazd rozpędza się do 100 km/h w 3,2 sekundy, z kolei 200 km/h osiąga w czasie poniżej 9 s. Prędkość maksymalna GT Black Series wynosi 325 km/h.
Pod kątem wizualnym, Mercedes-AMG GT Black Series charakteryzuje się rozbudowanym pakietem aerodynamicznym m.in. z regulowanym tylnym skrzydłem z włókna węglowego i duktami powietrza w podwoziu, co zapewnia docisk sięgający 400 kg. Pojazd wyposażono też w ceramiczne tarcze hamulcowe oraz adaptacyjne zawieszenie z możliwością ręcznej zmiany ustawień stabilizatora i kąta pochylenia kół. Cena pojazdu została ustalona na 1 754 300 złotych.
Samochód w 2020 roku pokonał w najkrótszym czasie północną pętlę toru Nurburgring wśród modeli seryjnych. 6:43,615 min oznacza, że Mercedes-AMG GT Black Series pobił dotychczasowy rekord, jaki należał do 770-konnego Lamborghini Aventador SVJ, które wyprzedził o 1,354 s. Do pomiaru, podobnie jak w przypadku Aventadora, wykorzystano starą metodologię z pominięciem krótkiej prostej, następującej po zakręcie nr 13. Zgodnie z nową, pojazd przejeżdża jedną linię startu/mety i pokonuje wspomnianą prostą. Również w oparciu o nią, Black Series z oficjalnym czasem wynoszącym 6:48 min pozostaje najszybszym produkcyjnym modelem na Nurburgringu. Co ważne, egzemplarz mający na swoim koncie rekordowy czas okrążenia to samochód odpowiadający specyfikacji fabrycznej i zaopatrzony w „fabryczne” opony Michelin Pilot Cup 2 R MO. Za jego kierownicą zasiadał Maro Engel, mający na swoim koncie m.in. mistrzostwo świata FIA GT czy zwycięstwo w wyścigu 24h Nurburgring.

### Silnik
| Specyfikacja               | GT                                 | GT S                               | GT R                               | GT C Roadster              | GT Roadster                | GT C Edition 50                 | GT Black Series                         |
| Pojemność                  | 3982 cm³ V8 DOHC TwinTurbo         | 3982 cm³ V8 DOHC TwinTurbo         | 3982 cm³ V8 DOHC TwinTurbo         | 3982 cm³ V8 DOHC TwinTurbo | 3982 cm³ V8 DOHC TwinTurbo | 3982 cm³ V8 DOHC TwinTurbo      | 3982 cm³ V8 DOHC TwinTurbo              |
| Moc maksymalna             | 462 KM (340 kW) przy 6000 obr./min | 510 KM (375 kW) przy 6250 obr./min | 585 KM (430 kW) przy 6250 obr./min | 557 KM (409 kW)            | 476 KM (409 kW)            | 476 KM (409 kW)                 | 730 KM (537 kW) przy 6700-6900 obr./min |
| Maksymalny moment obrotowy | 600 N·m przy 1500–5000 obr./min    | 650 N·m przy 1750–4750 obr./min    | 700 N·m przy 1900–5500 obr./min    | 680 N·m                    | 630 N·m                    | 680 N·m przy 1900–5500 obr./min | 800 N·m przy 2000–6000 obr./min         |
| Stopień sprężania          | 10,5:1                             | 10,5:1                             | 9,5:1                              |                            |                            | 9,5:1                           |                                         |
| Przyspieszenie 0–100 km/h  | 3,9 s                              | 3,7 s                              | 3,6 s                              | 3,7 s                      | 4,0 s                      | 3,7 s                           | 3,2 s                                   |
| Prędkość maksymalna        | 304 km/h                           | 310 km/h                           | 318 km/h                           | 302 km/h                   |                            | 317 km/h                        | 325 km/h                                |
| Współczynnik cw            | 0,36                               | 0,36                               | 0,35                               |                            |                            | brak danych                     |                                         |
| Masa własna                | 1615 kg                            | 1645 kg                            | 1630 kg                            |                            |                            | 1700 kg                         | 1615 kg                                 |
| Emisja CO2                 | 216 g/km                           | 219 g/km                           | 259 g/km                           |                            |                            | 259 g/km                        | 292 g/km                                |